# Brendan MacKay
Brendan MacKay (né le 7 juin 1997 à Calgary) est un skieur acrobatique canadien.  Il devient champion du monde de half-pipe lors des Mondiaux de 2023.

## Palmarès

### Championnats du monde
| Épreuve / Édition       | Half-pipe            |
| Mondiaux 2023 Bakuriani | Médaille d'or, monde |

### Coupe du monde
- 1 petit globe de cristal :
  - Vainqueur du classement halfpipe en 2022.
- 11 podiums dont 3 victoires.

| Saison / Épreuve | Half-pipe  |
| ---------------- | ---------- |
| 2021-2022        | Calgary x2 |
| 2024-2025        | Cardrona   |